# Пулшериу, Кауби

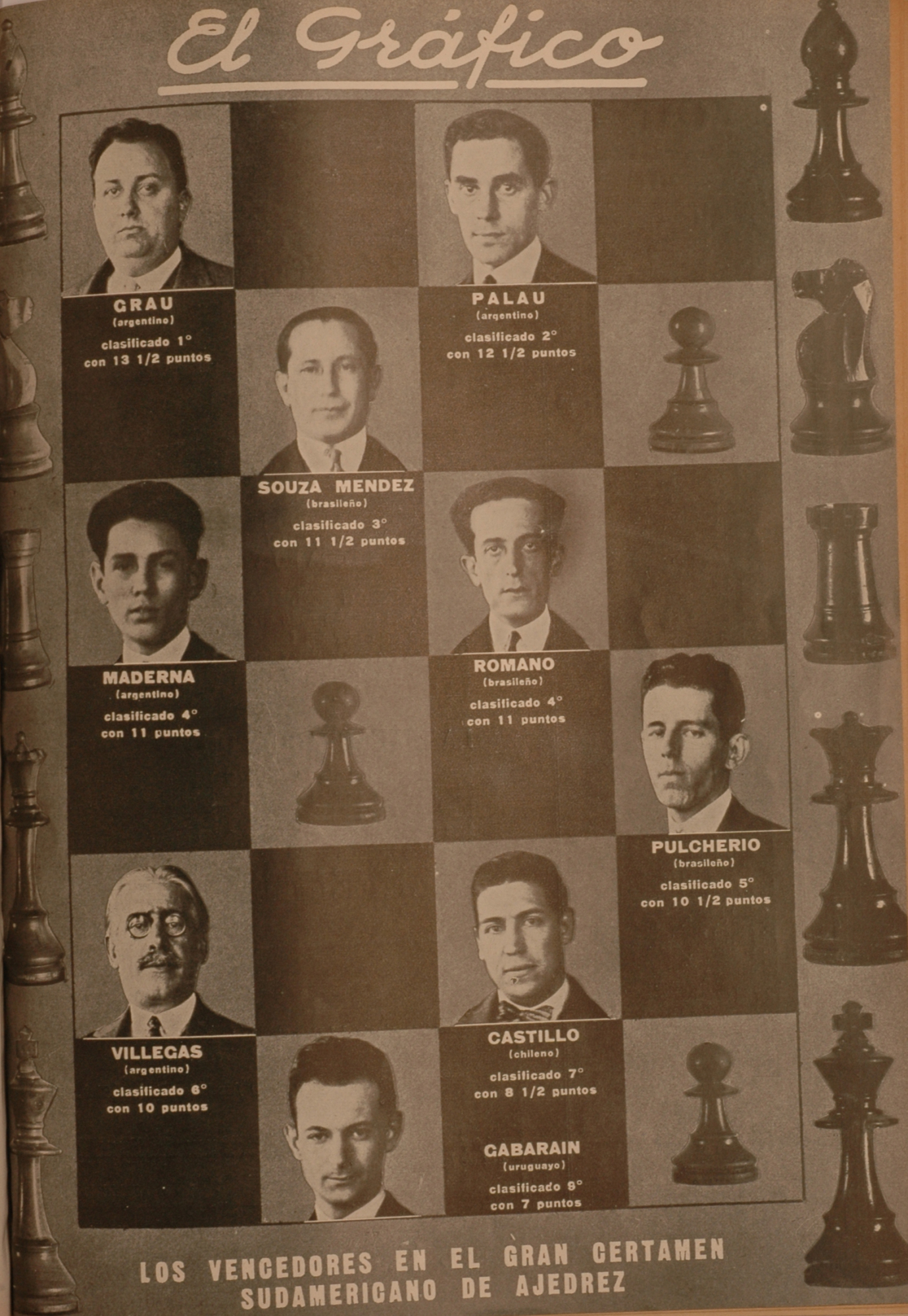
Обложка журнала «El Grafico» с портретами некоторых участников чемпионата Южной Америки 1928 г. Слева направо, верху вниз: Р. Грау, Л. Палау, Ж. де Соуза Мендеш, К. Мадерна, В. Романо, К. Пулшериу, Б. Вильегас, М. Кастильо, Х. Габарайн

Кауби Пулшериу (порт. Cauby Pulcherio, годы жизни неизвестны) — бразильский шахматист.
Входил в число сильнейших шахматистов Бразилии 1920—1930-х гг.
Трижды (в 1925, 1928 и 1935 гг.) представлял Бразилию в чемпионатах Южной Америки.
В составе сборной Бразилии участвовал в неофициальной шахматной олимпиаде 1936 г.

## Спортивные результаты
| Год         | Город          | Соревнование                                                    | + | − | = | Результаты | Место |
| ----------- | -------------- | --------------------------------------------------------------- | - | - | - | ---------- | ----- |
| 1925        | Монтевидео     | Чемпионат Южной Америки                                         |   |   |   | [ 1 ]      | [ 2 ] |
| 1928        | Мар-дель-Плата | Чемпионат Южной Америки                                         | 8 | 3 | 5 | 10½ из 16  | 6     |
| 1934 / 1935 | Буэнос-Айрес   | Чемпионат Южной Америки                                         | 6 | 7 | 3 | 7½ из 16   | 11—12 |
| 1936        | Мюнхен         | Неофициальная шахматная олимпиада (сборная Бразилии, 6-я доска) | 7 | 8 | 5 | 9½ из 20   |       |